# Genialna przyjaciółka
Genialna przyjaciółka (wł. L'amica geniale) – włosko-amerykański serial telewizyjny wyprodukowany przez Wildside, Fandango oraz Umedia, będący adaptacją powieści pod tym samym tytułem autorstwa Eleny Ferrante. Zdjęcia kręcono w Neapolu i na Ischii.
Reżyseria: Saverio Costanzo (seria 1, 6 odcinków serii 2), Alice Rohrwacher (2 odcinki serii 2), Daniele Luchetti (seria 3), Laura Bispuri (seria 4). Scenariusz: Saverio Costanzo, Laura Paolucci, Francesco Piccolo oraz Elena Ferrante na podstawie jej powieści.
Serial jest emitowany od 18 listopada 2018 roku przez HBO, natomiast w Polsce od 19 listopada 2018 roku na HBO Polska.

## Fabuła
Serial opowiada historię trwającej 60 lat przyjaźni dwóch kobiet Eleny Greco i Raffaelli Cerullo.

## Obsada

### Główna
- Gaia Girace jako Raffaella „Lila” Cerullo
- Ludovica Nasti jako młoda Raffaella „Lila” Cerullo
- Margherita Mazzucco jako Elena „Lenù” Greco
- Elisa Del Genio jako młoda Elena „Lenù” Greco
- Anna Rita Vitolo jako Immacolata Greco
- Luca Gallone jako Vittorio Greco
- Imma Villa jako Manuela Solara
- Antonio Milo jako Silvio Solara
- Alessio Gallo jako Michele Solara
- Valentina Acca jako Nunzia Cerullo
- Antonio Buonanno jako Fernando Cerullo
- Dora Romano jako panna Oliviero

- Antonio Pennarella jako Don Achille Carracci
- Nunzia Schiano jako Nella Incardo

### Rodzina Cerullo
- Gennaro De Stefano jako Rino Cerullo, starszy brat Lily
- Tommaso Rusciano jako młody Rino Cerullo

### Rodzina Greco
- Alba Rohrwacher jako Elena Greco (głos)
- Elisabetta De Palo jako starsza Elena Greco
- Ingrid Del Genio jako dziecko Elena Greco
- Matteo Castaldo jako Peppe Greco
- Emanuele Nocerino jako młoda Peppe Greco
- Raffaele Nocerino jako Gianni Greco
- Thomas Noioso jako młody Gianni Greco
- Cristina Fraticola jako Elisa Greco
- Sara Mauriello jako młoda Elisa Greco

### Rodzina Carracci
- Sarah Falanga jako Maria Carracci
- Giovanni Amura jako Stefano Carracci
- Kristijan Di Giacomo jako młody Stefano Carracci
- Federica Sollazzo jako Pinuccia Carracci
- Giuliana Tramontano jako młoda Pinuccia Carracci
- Fabrizio Cottone jako Alfonso Carracci
- Valerio Laviano Saggese jako młody Alfonso Carracci

### Rodzina Peluso
- Gennaro Canonico jako Alfredo Peluso
- Lia Zinno jako Giuseppina Peluso
- Eduardo Scarpetta jako Pasquale Peluso
- Francesco Catena jako młody Pasquale Peluso
- Francesca Pezzella jako Carmela Peluso
- Francesca Bellamoli jako młoda Carmela Peluso

### Rodzina Cappuccio
- Pina Di Gennaro jako Melina Cappuccio
- Ulrike Migliaresi jako Ada Cappuccio
- Lucia Manfuso jako młoda Ada Cappuccio
- Christian Giroso jako Antonio Cappuccio
- Domenico Cuomo jako młody Antonio Cappuccio

### Rodzina Sarratore
- Emanuele Valenti jako Donato Sarratore
- Fabrizia Sacchi jako Lidia Sarratore
- Francesco Serpico jako Nino Sarratore
- Alessandro Nardi jako młody Nino Sarratore
- Miriam D’Angelo jako Marisa Sarratore
- Cristina Magnotti jako młoda Marisa Sarratore
- Catello Buonomo jako Pino Sarratore
- Michele Di Costanzo jako młody Pino Sarratore
- Federica Barbuto jako Clelia Sarratore
- Federica Guarino jako młoda Clelia Sarratore
- Mattia Iapigio jako Ciro Sarratore
- Gioele Maddi jako młody Ciro Sarratore

### Rodzina Scanno
- Ciro Pugliese jako Nicola Scanno
- Marina Cioppa jako Assunta Scanno
- Giovanni Buselli jako Enzo Scanno
- Vincenzo Vaccaro jako młody Enzo Scanno
- Giorgia Mongiello jako córka Scanno.

### Rodzina Solara
- Elvis Esposito jako Marcello Solara
- Pietro Vuolo jako młody Marcello Solara
- Adriano Tammaro jako młody Michele Solara

### Rodzina Spagnuolo
- Mimmo Ruggiero jako pan Spagnuolo
- Patrizia Di Martino jako Rosa Spagnuolo
- Rosaria Langellotto jako Gigliola Spagnuolo
- Alice D’Antonio jako młoda Gigliola Spagnuolo

### Pozostali
- Valentina Arena jako Jolanda
- Vittorio Viviani jako pan Ferraro
- Riccardo Palmieri jako Gino
- Sergio Basile jako profesor Gerace
- Anna Redi jako profesor Galiani
- Antonio Maglione jako Alfonso

## Odcinki

### Seria 1
| # | Tytuł              | Reżyseria        | Scenariusz                                                          | Premiera w HBO    | Premiera w HBO Polska |
| - | ------------------ | ---------------- | ------------------------------------------------------------------- | ----------------- | --------------------- |
| 1 | The Dolls          | Saverio Costanzo | Elena Ferrante, Francesco Piccolo, Laura Paolucci, Saverio Costanzo | 18 listopada 2018 | 19 listopada 2018     |
| 2 | The Money          | Saverio Costanzo | Elena Ferrante, Francesco Piccolo, Laura Paolucci, Saverio Costanzo | 19 listopada 2018 | 20 listopada 2018     |
| 3 | The Metamorphoses  | Saverio Costanzo | Elena Ferrante, Francesco Piccolo, Laura Paolucci, Saverio Costanzo | 25 listopada 2018 | 26 listopada 2018     |
| 4 | Dissolving Margins | Saverio Costanzo | Elena Ferrante, Francesco Piccolo, Laura Paolucci, Saverio Costanzo | 26 listopada 2018 | 27 listopada 2018     |
| 5 | The Shoes          | Saverio Costanzo | Elena Ferrante, Francesco Piccolo, Laura Paolucci, Saverio Costanzo | 2 grudnia 2018    | 3 grudnia 2018        |
| 6 | The Island         | Saverio Costanzo | Elena Ferrante, Francesco Piccolo, Laura Paolucci, Saverio Costanzo | 3 grudnia 2018    | 4 grudnia 2018        |
| 7 | The Fiancés        | Saverio Costanzo | Elena Ferrante, Francesco Piccolo, Laura Paolucci, Saverio Costanzo | 9 grudnia 2018    | 10 grudnia 2018       |
| 8 | The Promise        | Saverio Costanzo | Elena Ferrante, Francesco Piccolo, Laura Paolucci, Saverio Costanzo | 10 grudnia 2018   | 11 grudnia 2018       |

## Produkcja
30 marca 2017 roku stacje HBO i RAI poinformowały o zamówienie miniserialu na podstawie książki pod tym samym tytułem autorstwa Elena Ferrante.
4 grudnia 2018 roku stacje HBO i RAI ogłosiły zamówienie drugiego sezonu.

## Nominacje do nagrody
- 2019: Camerimage: First Look – Konkurs Pilotów Seriali – Udział w konkursie Fabio Cianchetti – za odcinek „Le Bambole”
- 2019: Critics’ Choice Television: Critics’ Choice Television – Najlepszy serial dramatyczny
- 2019: Gotham: Nagroda Gotham – Najlepszy przełomowy serial – pełnometrażowe odcinki Domenico Procacci, Elena Recchia, Guido De Laurentiis, Jennifer Schuur, Lorenzo Mieli, Mario Gianani, Paolo Sorrentino, Saverio Costanzo[14]